# Rhizodontida
Los rizodóntidos (Rhizodontida) o rizodontiformes (Rhizodontiformes) son un orden extinto de peces sarcopterigios que vivieron desde finales del Devónico Medio (Givetiense) hasta finales del Carbonífero; la primera especie conocida data de hace unos 377 millones de años y la última de hace unos 310. Vivieron en ríos y lagos tropicales y fueron los depredadores dominantes de su tiempo. Alcanzaron grandes tamaños; Rhizodus hibberti de Europa y Norteamérica alcanzaba una longitud estimada de 7 metros, lo que lo hace el pez de agua dulce más grande de todos los tiempos.

## Literatura
- Johanson, Z. & Ahlberg, P.E. (1998) A complete primitive rhizodont from Australia. Nature 394: 569-573.
- Johanson, Z., and Ahlberg, P. E. (2001) Devonian rhizodontids and tristichopterids (Sarcopterygii; Tetrapodomorpha) from East Gondwana. Trans. R. Soc. Earth Sci. 92: 43–74.

- Datos: Q143827
- Multimedia: Rhizodontida / Q143827
- Especies: Rhizodontidae